# 米德鎮區 (內布拉斯加州梅里克縣)
米德鎮區（英語：Mead Township）是位於美國內布拉斯加州梅里克縣的一個行政鎮區。

## 地方資料
米德鎮區的面積為137.50平方千米，皆為陸地。根據2020年美國人口普查的數據，當地共有人口177人，而人口密度為每平方千米1.29人。